# عرض الخط الطيفي لليزر
عرض الخط الطيفي لليزر هو مقياس لعرض الخط الطيفي لأشعة الليزر.
هناك اثنان من الخصائص المميزة لطيف انبعاث الليزر هما الترابط المكاني والطيفي. وفي الوقت الذي يرتبط فيه الترابط المكاني بانحراف أشعة الليزر، يقدر الترابط الطيفي عن طريق قياس عرض الخط الطيفي لإشعاع الليزر. ورغم أن مفهوم عرض الخط الطيفي لليزر يمكن أن يختلف وصفه نظريًا، إلا أنه يمكن تقديم وصف تجاربي بسيط، إما عن طريق قياس التداخل لتقدير ترابط أشعة الليزر، أو عن طريق قياس المطيافية.